# Джо Макбет
«Джо Макбет» (англ. Joe MacBeth) — нуаровая гангстерская драма режиссёра Кена Хьюза, которая вышла на экраны в 1955 году.
Фильм поставлен по мотивам трагедии Уильяма Шекспира «Макбет» (1603—1606). В этом фильме, действие которого происходит в гангстерской среде Чикаго 1930-х годов, главный персонаж Джо Макбет (Пол Дуглас) под влиянием своей амбициозной и безжалостной жены (Рут Роман) с помощью убийств своих начальников и коллег прокладывает себе путь на вершину гангстерской организации.
После выхода на экраны фильм получил неоднозначные отзывы критики, отметившей, что у картины есть как свою плюсы, так и минусы. Хотя некоторым понравилась попытка авторов картины перенести её действие в гангстерский мир Чикаго 1930-х годов, другие посчитали это вульгарной интерпретацией классики, заметно снизившей её художественный уровень.
В 1990 году вышла сходная картина «Уважаемые люди» (1990), главные роли в которой сыграли Джон Туртурро, Род Стайгер и Деннис Фарина.

## Сюжет
В одном из крупных американских городов в ресторане «У Томми» расстреливают его владельца по имени Томми (Филип Виккерс), который является вторым человеком в банде гангстера Дюка (Грегуар Аслан). Вскоре Джо Макбет (Пол Дуглас), киллер и ближайший подручный Дюка, докладывает своему боссу, что убил Томми, как тот и приказывал. Несколько минут спустя Бэнки (Сид Джеймс), ближайший друг и коллега Джо, дарит ему в качестве свадебного подарка дорогой браслет. Лишь после этого вспомнив о собственной свадьбе, Джо стремительно убегает в церковь, где его уже в течение двух часов ожидает невеста Лили (Рут Роман). Она злобно отчитывает Джо и швыряет в него букет с цветами, однако затем они всё-таки женятся. Чтобы отпраздновать свадьбу, пара направляется в тот же ресторан, где был убит Томми, над которым уже меняют вывеску на «У Дюка». Вскоре в ресторане появляется Рози (Минерва Пиус), знакомая Джо торговка цветами, которая подрабатывает гадалкой. Джо приглашает её в свой кабинет, где Рози гадает на картах таро, что у Джо будет замок на озере и он станет князем тьмы и королём города. Лили поддерживает слова Рози, однако Джо говорит, что для начала надо занять дом Томми. Сразу после гадалки в кабинет заходит Дюк, чтобы поздравить Джо со свадьбой, одновременно называя его своим номером один (первым заместителем) и передаёт ключи от шикарного особняка на озере, которым ранее владел Томми. Заселившись в особняк, Лили начинает давить на Джо, что теперь он не имеет права останавливаться и должен сделать один последний шаг. Между тем к их дому подъехал Бэнки с сыном Ленни (Бонар Коллеано), сообщая, что Дюк поручил им очередное дело. Бэнки рассказывает, что конкурирующий гангстер Большой Датч (Гарри Грин) занял три их точки, и потому Дюк приказал с ним разобраться. Осматривая дом, Ленни говорит отцу, что тот был должен его занять, так как раньше начал работать с Дюком, однако Бэнки бьёт сына, запрещая ему подобные мысли.
Вскоре около десяти боевиков Дюка с автоматами подъезжают к ресторану «У Датча». Они разбивают окно в ресторан и отрывают автоматный огонь, после чего скрываются. Затем они отправляются на промышленный склад, которым владеет Датч, и устраивают там пожар. В этот момент гурман и обжора Датч поглощает устриц в одном из ресторанов. Когда ему сообщают о пожаре, он быстро вскакивает и отправляется на место происшествия, чтобы лично выяснить, что произошло. Вслед за машиной Датча от ресторана следует автомобиль, в котором сидят Джо, Бэнки, Ленни и водитель Марти (Билл Нэйги). Заметив преследование, люди из машины Датча открывают огонь, выводя машину Джо из строя, и Датч уходит от погони. Джо получает лёгкое ранение, и его доставляют в дом Бэнки и Ленни, где их встречает молодая жена Ленни по имени Рут (Кей Каллард). Вскоре приезжает Лили и увозит мужа домой. По дороге она отчитывает мужа за то, что он по-прежнему делает всю грязную работу для Дюка, которую должны выполнять рядовые бандиты. Лили предупреждает Джо, что те, кто сидит непосредственно под Дюком, долго не живут, и продолжает давить на него, чтобы он сбросил своего босса.
На следующее утро Дюк отчитывает Джо за плохую работу и требует убрать Датча немедленно. Джо приходит в ресторан, где обедает Датч, предлагая договориться миром, однако Датч считает себя королём в городе и не желает ни с кем договариваться. Тогда Джо незаметно даёт сигнал официанту, и сразу после его ухода Датч, попробовав блинчики, падает замертво. Когда Джо возвращается домой, он видит, что Рози гадает Лили, предсказывая, что кто-то умрёт в этом доме, после чего взлетит стая птиц, и с каждой смертью в этом доме Джо будет подниматься. Джо заявляет, что он уже на своём месте, и больше ничего ему не надо. Однако Рози отвечает, что то, что должно быть сделано, будет сделано и он этого не остановит. После ухода Рози Лили вновь выражает возмущение тем, что Джо вынужден выполнять всю грязную работу. Когда Джо обещает поговорить с Дюком о том, чтобы тот чаще использовал Бэнки, Лили отвечает, что Дюк не будет его слушать. Джо считает, что богатый дом и деньги — это и есть то, что им нужно для отличной жизни. Однако Лили заявляет, что этого недостаточно, так как у них нет безопасности, которую можно обеспечить только оказавшись на самом верху. После этого Лили предлагает организовать в доме новоселье.
На шикарную вечеринку по случаю новоселья приглашено много важных гостей, и среди них Дюк, Бэнки и Ленни. Перед встречей гостей Лили упорно подталкивает Джо к тому, чтобы он убил Дюка, а она организует дело так, что в преступлении заподозрят Бэнки и Ленни. Во время вечеринки Джо, который чувствует подозрительное отношение к себе со стороны Ленни, предлагает Бэнки вывести его из дела, купив ему небольшую гостиницу, на что Бэнки реагирует с благодарностью. Затем Лили находит Джо повторяя ему, что от сегодняшнего дня будет зависеть всё их будущее, и что это надо сделать именно сегодня. Джо однако не может решиться на убийство босса и тянет до конца приёма. После того, как гости расходятся, Дюк, Бэнки и Ленни остаются ночевать в доме Джо. Лили передаёт Джо нож, настаивая на том, чтобы он немедленно пошёл к Дюку, однако тот всё ещё не чувствует себя готовым к убийству босса. Наконец, Джо с ножом выходит из спальни, а Лили направляется вниз, где около входа в дом встречает Дюка. Он жалуется на бессонницу и предлагает пойти вместе покупаться в озере. Когда Дюк раздевается и ныряет в воду, появляется Джо, который плывёт вслед за ним. Вскоре Джо возвращается на берег, сообщая Лили, что дело сделано, однако нож остался в теле Дюка. Тогда Лили сама плывёт, чтобы забрать нож. У Джо начинаются приступы головной боли, и ему слышится звон колоколов и шум пролетающих птиц. На следующее утро к особняку подъезжают двое бандитов, которых вызвал Дюк, чтобы отвезти его в город. Джо, Бэнки и Ленни встречают их, собираясь пригласить Дюка, однако вскоре в холл выходит Лили, сообщая, что только что обнаружила в озере тело убитого Дюка. Перехватывая инициативу, Джо немедленно заявляет, что это месть конкурентов и берёт руководство в свои руки, обещая жестоко наказать врагов. Джо провозглашает себя боссом и назначает своим номером один Бэнки, который принимает такое решение.
Джо назначает сходку всей банды, однако сам приезжает с большим опозданием. Пока его нет, Ленни выражает недовольство тем, что Джо присвоил себе власть и тем, как он собирается действовать. Когда Ленни высказывает своё недовольству Джо, тот просит Бэнки разобраться с сыном. Бэнки бьёт Ленни по лицу со словами, что надо было сделать это раньше. После этого Бэнки встречается с Джо, прося его позаботиться о Ленни. Джо приезжает в ресторан, который меняет вывеску на «У Мака», где Рози предупреждает его, чтобы он боялся не Бэнки, а его тени. Джо немедленно нанимает двух киллеров со стороны, посылая их в дом Ленни. Бэнки приезжает к Ленни, чтобы предупредить сына об опасности, однако киллеры убивают его, при этом самому Ленни удаётся сбежать. В тот же день Джо устраивает в своём особняке званый ужин, и когда киллеры докладывают ему об убийстве Бэнки и бегстве Ленни, Джо отчитывает их за провал. Затем он прячет киллеров в подвале дома, а сам отправляется к Лили. Она поддерживает его словами, что либо он запугает людей, либо люди уничтожат его. Со словами «я уничтожу всех на своём пути и утвержусь силой» Джо в сопровождении Лили отправляется к гостям. Собравшиеся за столом видят, что места Бэнки и Ленни остаются свободными, и Джо сообщает, что они сегодня не придут. Однако неожиданно появляется Ленни, сообщая, что отец мёртв. Джо заявляет, что Бэнки убили конкуренты и обещает разобраться с ними, однако во время этих слов ему вдруг кажется, что Бэнки сидит за столом рядом с ним. Джо продолжает говорить, но снова видит Бэнки за столом, после чего он кричит: «Тебе меня не запугать! Я здесь главарь!». Понимая, что у Джо начался психический припадок, Лили вежливо предлагает гостям разойтись, после чего пытается привести мужа в чувство.
Тем временем на улице Ленни собирает гангстеров, предлагая им подумать, кто сможет занять место Джо, и назначает им встречу на следующее утро в гараже. Джо вызывает к себе киллеров, требуя от них немедленно убрать Ленни. Так как киллеры говорят, что к Ленни сейчас трудно подобраться, Джо поручает им похитить его жену и маленького ребёнка. Киллеры приезжают к Ленни домой, однако его нет дома, и они убивают Рут и ребёнка. Не зная об этом, Лили приезжает к Рут, чтобы успокоить её в отношении планов Джо, однако видит, что Рут и ребёнок убиты. Тем временем к Ленни, который проводит встречу с бандой, приходит один из гангстеров по имени Марти (Билл Нейги), сообщая, что его жена и ребёнок мертвы. Ленни понимает, что это дело рук Джо и клянётся отомстить ему. Ленни, которого поддерживает банда, посылает Марти уведомить Джо о том, что он скоро придёт и разберётся с ним. Ночью у Лили начинается приступ, и ей кажется, что её руки в крови. Доктор говорит, что Лили серьёзно больна и ей срочно нужно к психиатру в больницу, однако Джо не слушает врача и прогоняет его. Джо спрашивает у киллеров, зачем они убили Рут и ребёнка, на что те спокойно отвечают, что пришлось так поступить. Приходит Марти, сообщая о скором прибытии Ленни, однако сам он отказывается защищать Джо и быстро удаляется. Джо остаётся с двумя киллерами против Ленни, с которым едут два человека. Джо организует защиту дома, проверяя все двери окна, после чего готовится к отражению нападения. Лили криками зовёт Джо, и когда он направляется наверх, двое киллеров решают сбежать. Когда они выходят на улицу и подходят к автомобилю, Ленни и его люди убивают их. Услышав стрельбу, Джо видит, что киллеры мертвы, и спускается вниз. Увидев открытое окно, он кричит, что он главный и открывает беспорядочную стрельбу в темноте, требуя появления Ленни. Когда ручка двери поворачивается, Джо стреляет, однако за дверью оказывается Лили, которая умирает от его пуль. Джо в ужасе кричит, и в этот момент Ленни его убивает. Подойдя к трупу Джо, он говорит дворецкому, что это конец банде, и поручает ему закрыть дом и искать себе новую работу.

## В ролях
- Пол Дуглас — Джо Макбет
- Рут Роман — Лили Макбет
- Бонар Коллеано — Ленни
- Грегуар Аслан — Дюк
- Сид Джеймс — Бэнки
- Гарри Грин — Большой Датч
- Уолтер Кришем — Ангус
- Кей Каллард — Рут
- Роберт Арден — Росс
- Джордж Марго — второй убийца
- Минерва Пиус — Роузи
- Филип Виккерс — Томми
- Марк Бейкер — Бенни
- Билл Нейги — Марти
- Николас Стюарт — Даффи
- Тереза Торн — Рут
- Альфред Малок — первый убийца

## Создатели фильма и исполнители главных ролей
Как пишет историк кино Ричард Харланд Смит, «для постановки фильма был приглашён работящий британский режиссёр Кен Хьюз. Известный как надёжный и крепкий мастер, способный выжать максимум из самого нищего бюджета, в начале своей карьеры Хьюз специализировался на криминальных фильмах и детективах», таких как «Прощелыга» (1952), «Признание» (1955) и «Временной сдвиг» (1955). Однако «его самым крупным достижением как режиссёра стала детская приключенческая лента „Пиф-паф ой-ой-ой“» (1968).
По мнению Смита, «приближавшийся к своему пятидесятилетию, дородный Пол Дуглас был неуклюжим выбором на роль молодого амбициозного шотландского генерала, которого написал Шекспир». В своё время Дуглас прославился исполнением роли гангстера Гарри Брока в изначальной бродвейской постановке пьесы Гарсона Кэнина «Рождённая вчера» (1946—1949). Своими габаритами и обликом рабочего человека Дуглас «отдалённо напоминал призрак самого знаменитого гангстера Чикаго Аль Капоне». Однако в действительности «актёр чаще играл копов, чем преступников», в частности в таких фильмах, как «Паника на улицах» (1950) и «Четырнадцать часов» (1951).
Как далее пишет киновед, «игру Дугласа подкрепляла Рут Роман, которая поднялась от эпизодических ролей без указания в титрах в „Гильде“ (1946) и „Ночи в Касабланке“ (1946) к крепким ролям в таких фильмах, как спортивный нуар „Чемпион“ (1949), триллер Альфреда Хичкока „Незнакомцы в поезде“ (1951), а также вестерн „Далёкий край“ (1954)». Как продолжает киновед, «помимо карьерных достижений темноглазая красавица произвела ещё большее впечатление на публику, когда она и её четырёхлетний сын выжили на тонущем итальянском лайнере „Андреа Дориа“, который столкнулся со шведским кораблём MS Stockholm в тумане у берегов острова Нантакет в июле 1956 года».
Среди исполнителей ролей второго плана было много актёров самых разных национальностей, среди них рождённый в Южной Африке Сид Джеймс, армянин из Константинополя Грегуар Аслан и канадка Кэй Каллард, при этом у всех была успешная карьера в Великобритании. Канадский актёр Эл Малок также эмигрировал в Англию и позднее в Италию и Испанию, где «добился поп-культурного бессмертия» игрой в фильме Серджо Леоне «Хороший, плохой, злой» (1966), а в 1968 году во время съёмок фильма «Однажды на Диком Западе» (1968), он разбился, предположительно, выбросившись из окна.

## Экранизации произведений Шекспира
Как отметил Смит, «добившись восхищённого почитания через триста лет после своей смерти как один из величайших писателей на английском языке всех времён, Уильям Шекспир тем не менее никак не мог закрепиться в Голливуде». По словам киноведа, «после появления звукового кино крупные киностудии неоднократно рассматривали планы постановки фильмов по произведениям Шекспира, однако эти планы редко осуществлялись». В 1935 году режиссёр Макс Рейнхардт сделал на студии Warner Brothers «Сон в летнюю ночь» (1935) со звёздным актёрским составом. Однако несмотря на номинацию на «Оскар» как лучшей картине, фильм оказался неудачным, что и «подпортило продюсерам мнение о кинематографическом потенциале Шекспира».
Как далее пишет Смит, «потребовалась фигура масштаба Орсона Уэллса, чтобы бросить вызов этой проблеме, но его слепленный на скорую руку „Макбет“ (1948) оказался эпическим провалом. Он получил такие отзывы критики, что Лоренс Оливье по другую сторону Атлантики свернул планы снимать эту шотландскую пьесу и сделал „Гамлет“ (1948). Уэллс позднее уехал за границу, где на собственные средства снял „Отелло“ (1952) и „ Фальстаф“ (1965), соединив в нём пять исторических пьес Шекспира». По словам Смита, «и одна из этих картин так и не нашла своего зрителя».
Среди более поздних постановок Шекспира наиболее успешными стали «Юлий Цезарь» (1953) Джозефа Манкевича, «Гамлет» (1964) и «Король Лир» (1970) Григория Козинцева, «Укрощение строптивой» (1967) и «Ромео и Джульетта» (1968) Франко Дзефирелли, «Макбет» (1971) Романа Полански, «Генрих V» (1989), «Много шума из ничего» (1993) и «Гамлет» (1996) Кеннета Браны, «Ричард III» (1995) Ричарда Локрейна, «Ромео + Джульетта» (1996) База Лурманна, «Венецианский купец» (2004) Майкла Редфорда и «Макбет» (2015) Джастина Курзеля.

## История создания фильма
Как заметил Смит, Филип Йордан написал изначальный вариант сценария фильма «Джо Макбет», «перенеся события знаменитой трагедии Шекспира в контекст американского криминального мира и сделав в качестве главного героя чикагского гангстера. Таким образом, Йордан попытался упростить восприятие для зрителя, осовременив материал и дав возможность главным героям говорить на современном языке».
Согласно информации «Лос-Анджелес Экспресс» от февраля 1947 года, сценарий Йордана первоначально купил глава компании California Productions Юджин Френке, который нанял Йордана в качестве помощника продюсера. Предполагалось, что фильм будет сниматься для компании United Artists в Чикаго с Робертом Каммингсом в главной роли. В апреле 1949 года, по сообщению «Голливуд Репортер», права на историю Йордана купил театральный и кинопродюсер Джеймс Нассер, назначив продюсером фильма Уильяма Бачера. В качестве возможных исполнителей главных ролей в картине назывались Лью Эйрс и Шелли Уинтерс.
Наконец, в октябре 1954 года газета «Лос-Анджелес Экспресс» сообщила, что права на историю Йордана купил Майк Франкович, который рассматривает на главные роли супружескую пару в составе Джона Айрленда и Джоан Дрю. В мае-июле 1955 года британский режиссёр Кен Хьюз приступил к работе над фильмом, взяв опытного оператора Бэзила Эммотта. Съёмки в итоге проходили в павильонах Shepperton Studios в Соединённом королевстве, а в главных ролях были уже Пол Дуглас и Рут Роман. Хотя фильм делался в Британии и главным образом с британскими актёрами, его персонажи — это американцы, а местом действия является Чикаго.
Первоначально Франкович планировал выпустить фильм через United Artists, однако в марте 1955 года Daily Variety сообщил, что Франкович будет продюсировать фильм для релиза через студию Columbia Pictures.
Хотя это никак не отражено в титрах, фильм «Джо Макбет» поставлен по мотивам трагедии Уильяма Шекспира «Макбет» (1605—1606). Фильм открывается со следующего письменного пролога: «Не в легионах ужасного Ада может оказаться дьявол, более проклятый во зле, чем Макбет» Акт 4, сцена 3, «Макбет», Уильям Шекспир. Фильм заканчивается следующим письменным эпилогом: «Говорят, что будет кровь. Так будет кровь за кровь». Акт 3, сцена 4. «Макбет». Уильям Шекспир.

## Оценка фильма критикой

### Общая оценка фильма
После выхода фильма на экраны в рецензии «Голливуд Репортер» отмечалось, что «вся идея переноса шотландской трагедии в современный криминальный мир претенциозна и поверхностна. В результате получилась нелепая пародия на гангстерскую драму». С другой стороны, в рецензии Variety говорилось, что «хотя Джо Макбет и далёк от знаменитого шекспировского персонажа, тем не менее, существует аналогия между современной гангстерской историей и классической пьесой Барда». По словам рецензента, фильм «дорого сделан и мастерски поставлен с чувством острой напряжённости».
По мнению обозревателя «Нью-Йорк таймс» Босли Краузера, «М. Дж. Франкович мучился над очевидным, продюсируя „Джо Макбет“, современный гангстерский фильм, который сделан по мотивам шекспировской трагедии». Как пишет Краузер, Франкович и «сценарист Филип Йордан сделали следующее: они взяли второсортного гангстера по имени Джо Макбет и дали ему жену Лили, которая представляет собой крайне амбициозную дамочку». То есть, «они перефразировали сюжет о шотландской интриге с поверхностной торопливостью, при этом недосмотрев одну маленькую вещь — размах и мощь шекспировской пьесы основана на высоком положении его персонажей и красноречии пламенных слов». В данном же случае получился «сюжет довольно ординарных масштабов — это просто обычная история про бандитов, которые говорят фразами вроде: „Тебе надо лишь ткнуть в Бэнки пальцем“ или „Мне эта старая ведьма здесь не нужна!“».
Современный историк кино Леонард Молтин назвал фильм «местами забавной вариацией на тему „Макбета“ Шекспира, с Дугласом в роли гангстера 1930-х годов, жена которого (Рут Роман) навязчиво подталкивает его проложить себе с помощью убийств путь на вершину своей „профессии“».
По мнению Хэла Эриксона, «потребовались крепкие нервы, чтобы перенести „Макбета“ Шекспира в гангстерскую историю 1930-х годов с использованием жаргона „крутых парней“, но „Джо Макбет“ почти успешно с этим справляется». Как отмечает критик, «в своей попытке создать адекватные аналоги шекспировским персонажам в Чикаго 20 века — где три ведьмы становятся торговками на тротуаре, а Геката — человеком-бутербродом — „Джо Макбет“ порой немного смешон. Однако основополагающая история хороша уже почти 500 лет, и потому „Джо Макбет“, хотя и спотыкается, но столь же часто оказывается на высоте».
Журнал TimeOut в своей рецензии расценил картину как «не вполне удачную попытку сделать из „Макбета“ гангстерский фильм, хотя это ни в коем случае не полный провал, как о нём часто пишут». Как отмечает рецензент журнала, «главная проблема, помимо того, что для воссоздания Чикаго 1930-х годов была использована британская студия, это педантично буквальное переложение материала Филипом Йорданом», вплоть до того, что Банко «неуклюже» превращается в Бэнки. По мнению критика, хотя «некоторые переносы и срабатывают (в частности, три ведьмы становятся старыми торговками цветами около ночного клуба), другие же — категорически нет». В частности, это касается «призрака Банко, который материализуется неубедительно во время ужина в загородном доме». И, как далее указывает автор статьи, «если окончательный результат и оказывается удручающе пустым, тем не менее, следует признать, что многое поставлено очень стильно». В частности, это «казнь гангстера в опустевшем ночном клубе в самом начале, убийство Дункана во время его утреннего купания в озере и мрачная сцена с видениями, преследующими Макбета, когда он остаётся в одиночестве в своём замке после бегства двух бандитов и сумасшествия жены». В итоге, по мнению TimeOut, получилось «определённо странное кино со своими плюсами и минусами».

### Оценка актёрской игры
Рецензент Variety высоко оценил актёрскую игру. В частности, он отметил, что «заглавная роль выдвигает перед Полом Дугласом существенные требования, с которыми он достойно справляется. Его игра естественным образом изменяется по мере его превращения из доверенного подручного во властного и испуганного главаря». В свою очередь «Роман обладает внешностью и талантом, чтобы придать подлинный блеск своей игре в качестве его жены».
Краузер написал, что «Франкович собрал хороший актёрский состав, чтобы разыграть этот фарс», отметив среди актёров Пола Дугласа, Рут Роман, Сидни Джеймса в роли Бэнки и Бонара Коллеано в роли его сына.